# Priekulė
Priekulė ( escoltar (?·pàg.); en alemany: Prökul). És una petita ciutat en el districte municipal de Klaipėda (Lituània). Està situada en l'antic istme de Lamotina, a la vora del riu Minija, a uns 20 km al sud de Klaipėda. Priekulė ha format part de Prússia Oriental durant la major part de la seva història però va esdevenir part de Lituània entre 1923 i 1938 així com després de la Segona Guerra Mundial el 1945.

## Història

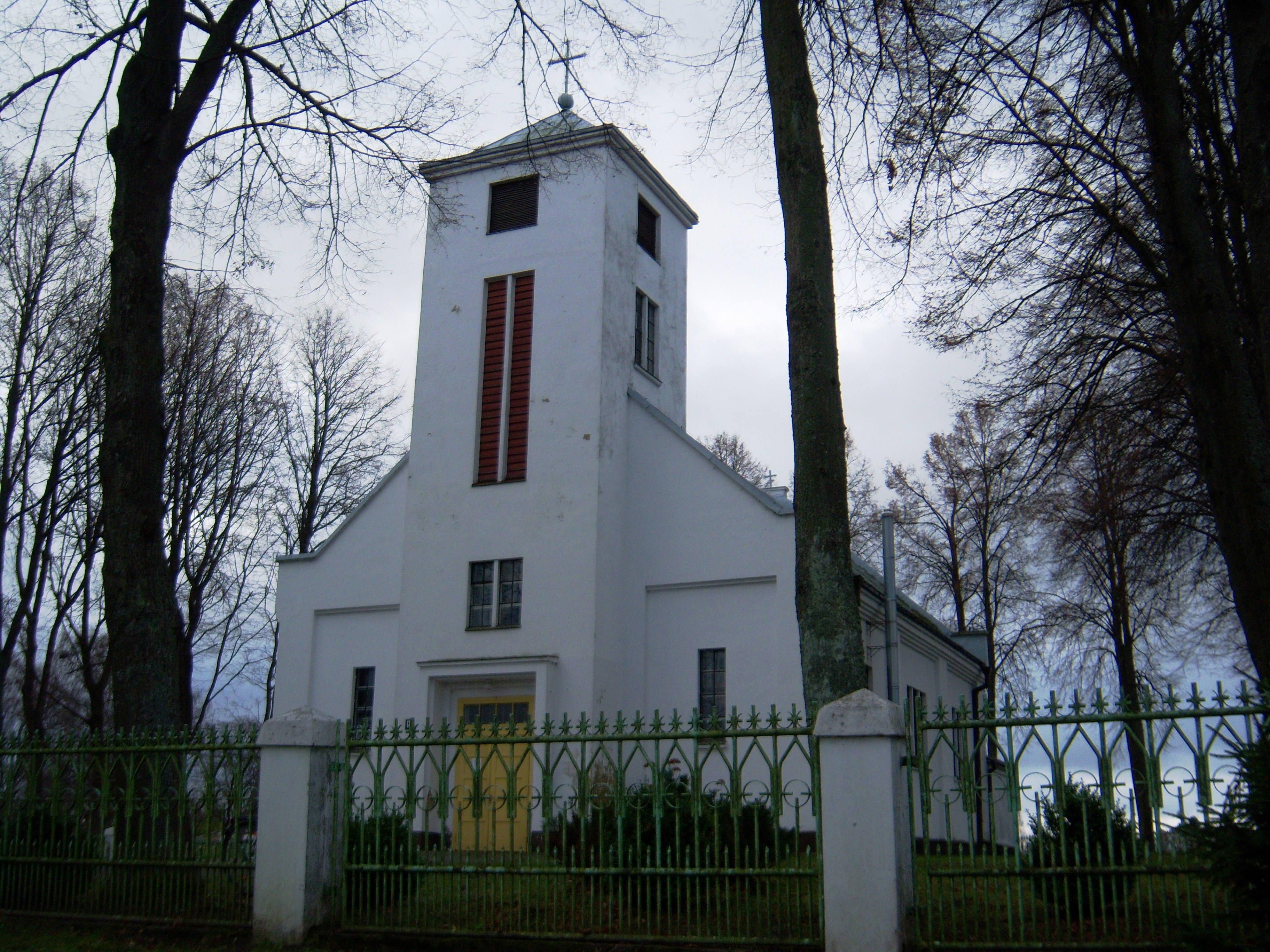
Església de Prekulė

El nom de Prekulė està documentat des de la primera meitat del segle xvi. En un principi es va anomenar «Pamínia» (pel riu Minia), i era un petit poble consistent en tres granges. L'any 1511 apareix testigüat com «zur Minnige». El 1540 s'anomena un determinat propietari com Lukas Preckol, el nom de «Precols» va ser inscrit en els mapes de la regió el 1548. Més tard, el 1587, ja hi havia dades de la construcció de l'església i d'un professor que va ser contractat el 1594.
El 1609, durant la Guerra polonesosueca (1600-1611), regiments de la cavalleria de la Confederació de Polònia i Lituània van saquejar la ciutat. L'any 1688 el ministre Wilhelm Martin va construir una nova església. El 1905 el poble, ara també conegut com a Prökul, tenia 500 habitants que en la seva majoria eren protestants luterans i parlaven principalment el dialecte memelland-samogitià. Abans de la Segona Guerra Mundial al voltant de 1.200 persones vivien a Prеkulė entre ells molt pocs alemanys ètnics.
El 19 de desembre de 2002, se li va concedir a la ciutat l'escut d'armes pel President de Lituània.